# Champ Car Series 2005
De Champ Car World Series 2005 was het zevenentwintigste CART kampioenschap dat gehouden werd tussen 1979 en 2007. Het werd gewonnen door Sébastien Bourdais.

## Races
|    | Datum        | Circuit                        | Winnaar            | Tweede             | Derde             | Pole position      |
| 1  | 10 april     | Stratencircuit Long Beach      | Sébastien Bourdais | Paul Tracy         | Bruno Junqueira   | Paul Tracy         |
| 2  | 22 mei       | Stratencircuit Monterrey       | Bruno Junqueira    | Andrew Ranger      | Alex Tagliani     | Sébastien Bourdais |
| 3  | 4 juni       | Milwaukee Mile                 | Paul Tracy         | A.J. Allmendinger  | Oriol Servià      | Jimmy Vasser       |
| 4  | 18 juni      | Portland International Raceway | Cristiano da Matta | Sébastien Bourdais | Paul Tracy        | Justin Wilson      |
| 5  | 26 juni      | Cleveland                      | Paul Tracy         | A.J. Allmendinger  | Oriol Servià      | Paul Tracy         |
| 6  | 10 juli      | Stratencircuit Toronto         | Justin Wilson      | Oriol Servià       | Alex Tagliani     | Sébastien Bourdais |
| 7  | 17 juli      | Edmonton City Centre Airport   | Sébastien Bourdais | Oriol Servià       | Paul Tracy        | A.J. Allmendinger  |
| 8  | 31 juni      | Stratencircuit San José        | Sébastien Bourdais | Paul Tracy         | Oriol Servià      | Sébastien Bourdais |
| 9  | 14 augustus  | Stratencircuit Denver          | Sébastien Bourdais | Mario Dominguez    | A.J. Allmendinger | Paul Tracy         |
| 10 | 28 augustus  | Circuit Gilles Villeneuve      | Oriol Servià       | Timo Glock         | Justin Wilson     | Sébastien Bourdais |
| 11 | 24 september | Las Vegas Motor Speedway       | Sébastien Bourdais | Oriol Servià       | Jimmy Vasser      | Sébastien Bourdais |
| 12 | 22 oktober   | Surfers Paradise               | Sébastien Bourdais | A.J. Allmendinger  | Jimmy Vasser      | Oriol Servià       |
| 13 | 6 november   | Autódromo Hermanos Rodríguez   | Justin Wilson      | A.J. Allmendinger  | Paul Tracy        | Justin Wilson      |

## Eindrangschikking (Top 10)
| Rank | Rijder             | Ptn |
| ---- | ------------------ | --- |
| 1.   | Sébastien Bourdais | 348 |
| 2.   | Oriol Servià       | 288 |
| 3.   | Justin Wilson      | 265 |
| 4.   | Paul Tracy         | 246 |
| 5.   | A.J. Allmendinger  | 227 |
| 6.   | Jimmy Vasser       | 217 |
| 7.   | Alex Tagliani      | 207 |
| 8.   | Timo Glock         | 202 |
| 9.   | Mario Domínguez    | 198 |
| 10.  | Andrew Ranger      | 140 |

1979 · 
1980 ·
1981 ·
1982 ·
1983 ·
1984 ·
1985 ·
1986 ·
1987 ·
1988 ·
1989 ·
1990 ·
1991 ·
1992 ·
1993 ·
1994 ·
1995 ·
1996 ·
1997 ·
1998 ·
1999 ·
2000 ·
2001 ·
2002 ·
2003 ·
2004 ·
2005 ·
2006 ·
2007